# Rode wevermier
De rode wevermier (Oecophylla longinoda) is een mierensoort uit de onderfamilie schubmieren (Formicinae). De wetenschappelijke naam van de soort is voor het eerst geldig gepubliceerd in 1802 door Latreille.